# Johannes Wilhelm Mai
Johannes Wilhelm Mai (* 13. August 1759 in Heidelberg; † 5. April 1827 ebenda) war ein deutscher Apotheker.

## Leben
Johannes Wilhelm Mai kam als Sohn des aus Italien stammenden, kurfürstlichen Schornsteinfegers Maggio  und als jüngerer Bruder des Arztes Franz Anton Mai zur Welt. Um 1783 arbeitete er in Paris als Pharmazeut. Über Kindheit und Ausbildung Mais ist wenig bekannt.
1788 erhielt er in Mannheim seine Approbation als Apotheker. Anschließend übernahm er eine Apotheke in Ladenburg. Später war er als Kammerdiener der ersten Frau des Kurfürsten Carl-Theodor tätig. Danach studierte er ab 1794 am „Jardin royal“ in Paris Chemie. Ein Jahr später kehrte er nach Heidelberg zurück und eröffnete eine Apotheke. Auf das Betreiben seines Bruders und Professors für Medizin Franz Anton Mai hin, wurde er außerordentlicher Professor für Pharmazie und Experimentalchemie an der medizinischen Fakultät der Universität Heidelberg. Nach dem Tod von Georg Adolph Suckow  im Jahr 1813 bat Mai um eine Berufung auf dessen Lehrstuhl. Der Senat der Universität Heidelberg konnte sich jedoch nicht dazu entschließen, weil Mai die notwendigen Lateinkenntnisse fehlten und er kein gelehrtes Werk geschrieben habe.
1797 errichtete Mai eine Badeanstalt, in der verschiedene Heilbäder angeboten wurden. 1800 bekam er das Privileg für die Universitäts-Apotheke in Heidelberg erteilt, die er daraufhin errichtete. Im Laboratorium dieser Apotheke hielt Mai experimental-chemische Vorträge für Mediziner und Pharmazeuten. 1822 trat Mai in den Ruhestand. Er war zuvor auch einige Zeit als Universitäts-Chemiker tätig.